# Cayo del Rosario
Cayo del Rosario (también Cayo Rosario, o Cayo El Rosario) es una isla del país caribeño de Cuba, integrada administrativamente en el Municipio Especial Isla de la Juventud. Geografícamente se encuentra al oeste de Cuba en el Archipiélago de los Canarreos al sur del Banco de los Jardines, al este de Cayo Cantiles y al oeste de Cayo Largo, específicamente en las coordenadas geográficas 21°38′00″N 81°53′00″O / 21.63333, -81.88333. Se encuentra deshabitado, excepto por iguanas. se distingue por la gran cantidad de peces que habitan en sus fondos marinos, siendo un lugar ideal para la práctica de actividades como el buceo.